# Mike Martin
Mike Martin (* 27. Oktober 1976 in Stratford, Ontario) ist ein ehemaliger kanadischer Eishockeyspieler, der im Verlauf seiner Karriere in nordamerikanischen Minor Leagues sowie in verschiedenen europäischen Ligen aktiv war. Unter anderem spielte der Verteidiger für die Iserlohn Roosters in der Deutschen Eishockey Liga.

## Karriere
In seiner Heimat Ontario begann Martin 1992 seine Karriere. Er spielte insgesamt vier Jahre für die Windsor Spitfires in der OHL. Im NHL Entry Draft 1995 wurde der Kanadier in der dritten Runde an 65. Stelle von den New York Rangers gewählt.
Zur Saison 1996/97 unterschrieb er seinen ersten Profivertrag und spielte für das Farmteam der Rangers, den Binghamton Rangers in der AHL. Auch als das Team ein Jahr später zu den Hartford Wolf Pack wurde, gehörte er zum Kader. Anschließend erfolgte der Wechsel in die IHL. In den zwei Jahren spielte Martin für die Fort Wayne Komets und die Michigan K-Wings. Die nächsten drei Spielzeiten war er für die Saint John Flames in der AHL aktiv. Hier konnte er im Jahr 2001 nach einer erfolgreichen Saison die Meisterschaft feiern.
Amur Chabarowsk aus der Russischen Superliga war in der Saison 2003/04 seine erste Europa-Station. Anschließend unterschrieb der Verteidiger einen Vertrag für ein Jahr bei den Iserlohn Roosters in der DEL. Hier schoss er ein Tor und bereitete drei weitere Treffer vor. Nach einem Jahr in Deutschland wechselte er in die dänische AL-Bank Ligaen zu den Frederikshavn White Hawks. Hier übernahm er, im Gegensatz zu seinen bisherigen Stationen in Europa, die Rolle des offensiven Verteidigers und verbuchte zudem in seinen ersten drei Jahre jeweils über 100 Strafminuten.
Nach vier Jahren in Dänemark wechselte Martin zur Saison 2009/10 zum EC VSV in die Erste Bank Eishockey Liga. 2011 kehrte er nach Frederikshavn zurück. Wegen einer Verletzung musste er die Saison vorzeitig beenden und fungierte kurzzeitig als Assistenztrainer des dänischen Klubs. Anschließend wurde er als Scout von den London Knights aus der OHL verpflichtet.

## Erfolge und Auszeichnungen
- 2001 Calder-Cup-Gewinn mit den Saint John Flames
- 2003 Teilnahme am AHL All-Star Classic
- 2008 Dänischer Vizemeister mit den Frederikshavn White Hawks

## Karrierestatistik
(Legende zur Spielerstatistik: Sp oder GP = absolvierte Spiele; T oder G = erzielte Tore; V oder A = erzielte Assists; Pkt oder Pts = erzielte Scorerpunkte; SM oder PIM = erhaltene Strafminuten; +/− = Plus/Minus-Bilanz; PP = erzielte Überzahltore; SH = erzielte Unterzahltore; GW = erzielte Siegtore; 1 Play-downs/Relegation; Kursiv: Statistik nicht vollständig)